# 1994 год в истории метрополитена
В этой статье перечисляются основные  события из истории метрополитенов в 1994 году. Полужирным шрифтом выделены открытия новых транспортных систем.

## События
- В Праге были выпущены опытные вагоны 81-71М.
- 30 июня — открыта станция Мюнхенского метрополитена «Фрёттманинг». В столице Баварии 77 станций.
- 15 июля — открыта станция Серпуховско-Тимирязевской линии Московского метрополитена «Алтуфьево».
- 15 августа — открыта 100-я станция Стокгольмского метрополитена «Скарпнек».
- 3 сентября — открыты две станции Венского метрополитена: «Йонштрассе» и «Швеглерштрассе».
- 11 ноября — открыты пять станций Пражского метрополитена: «Зличин», «Стодулки», «Лука», «Лужины», «Гурка».
- 22 декабря — открыты станции Екатеринбургского метрополитена «Динамо» и «Площадь 1905 года».
- 28 декабря — открыт четвёртый участок Сырецко-Печерской линии Киевского метрополитена длиной 2,6 км с двумя станциями: «Позняки» и «Харьковская».

## Происшествия
| Дата          | Метро                     | Погибли | Пострадали         | Описание |
| ------------- | ------------------------- | ------- | ------------------ | --- |
| 17 января     | Московский метрополитен   | 0       | Несколько пожарных | При выходе на линию поезда из электродепо «Владыкино» на Серпуховско-Тимирязевскую линию загорелся последний вагон. Состав остановился в рампе. В соответствии с действовавшими тогда инструкциями, большую часть состава оставили стоять в тоннеле, а два вагона — на парковых путях электродепо, хотя была техническая возможность вывести состав из тоннеля и обеспечить благоприятные условия для его тушения. Ликвидация пожара в тоннеле была чрезвычайно сложной. Некоторые пожарные пострадали из-за сильного воздействия высоких температур и токсичных продуктов горения, сгорели четыре вагона серии 81-717/714 до степени исключения из инвентаря. |
| 19 марта      | Бакинский метрополитен    | 14      | 49                 | Теракт на станции метро «20 января» |
| 30 и 31 марта | Московский метрополитен   | 0       | 20                 | Серия аварий на Серпуховско-Тимирязевской линии. Причиной серии аварий явилась неисправность системы АЛС-АРС. |
| 3 июля        | Бакинский метрополитен    | 13      | 42                 | Теракт в вагоне поезда в тоннеле на перегоне «28 мая» — «Гянджлик» |
| 15 декабря    | Нью-Йоркский метрополитен | 0       | 2                  | ??? |
| 21 декабря    | Нью-Йоркский метрополитен | 0       | 48                 | Теракт на станции «Фултон-Стрит» |

## Скончались
- Арон Соломонович Гецкин — ленинградский архитектор, стоявший у истоков проектирования Ленинградского метрополитена.